# Cấu trúc phân chia công việc

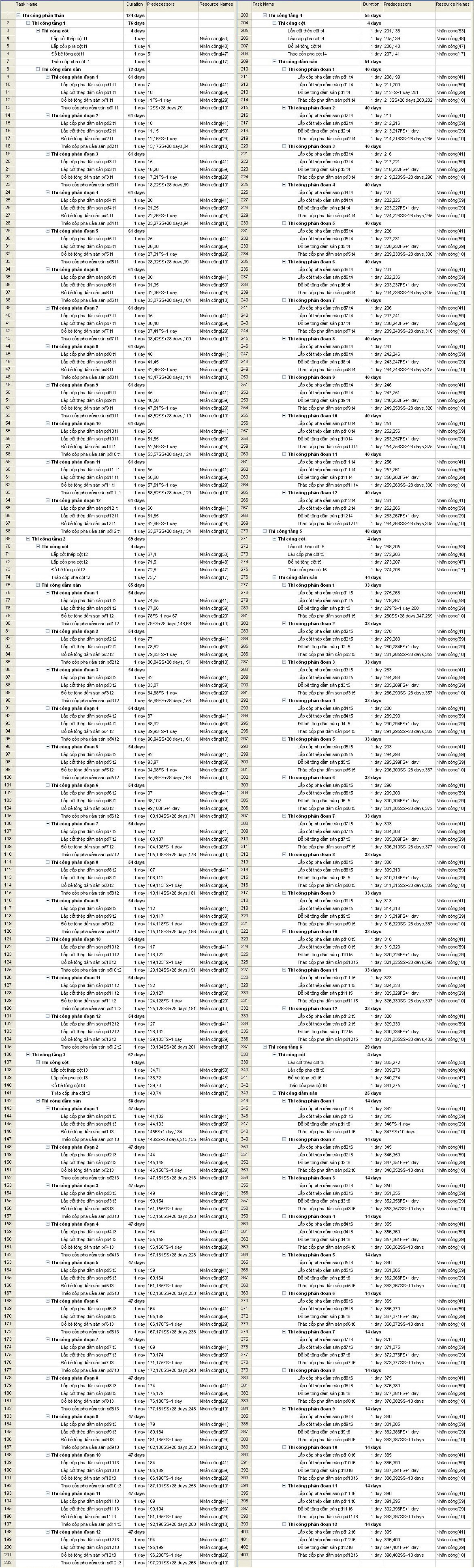
Danh mục công việc (còn gọi là cơ cấu phân chia công việc (WBS)) của phân thân nhà 6 tầng bê tông toàn khối trong ví dụ này, tổ chức thi công theo tổ đội chuyên môn, thể hiện bằng phần mềm Microsoft Project.

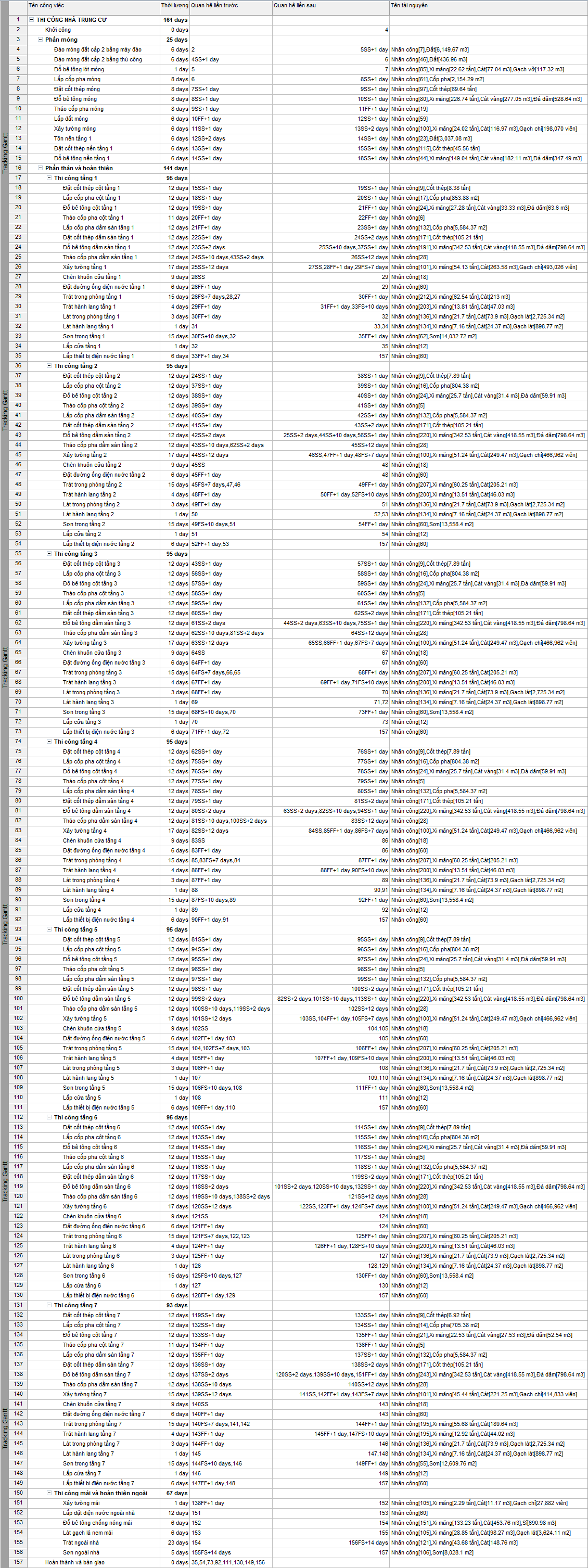
Cơ cấu phân chia công việc (WBS)) của nhà 7 tầng bê tông cốt thép toàn khối, tổ chức thi công bằng phương pháp tổ chức theo gói công việc, thể hiện bằng phần mềm Microsoft Project.

Cấu trúc phân chia công việc hay cơ cấu phân chia công việc (tiếng Anh: Work breakdown structure, (WBS)) trong quản lý dự án và trong kỹ thuật hệ thống, là một công cụ xác định một dự án và hợp nhóm các yếu tố công việc rời rạc của dự án theo cách giúp cho việc tổ chức và xác định tổng quát phạm vi công việc của dự án.
Thành phần của cấu trúc phân chia công việc có thể là sản phẩm, gói dữ liệu, gói dịch vụ, gói công việc, hay một tổ hợp bất kỳ nào đó. Cơ cấu phân chia công việc cũng cung cấp khuôn khổ cần thiết cho việc lập dự toán chi tiết và kiểm soát chi phí, cùng với việc cung cấp hướng dẫn cho việc phát triển và kiểm soát tiến độ.
Cấu trúc phân chia công việc chính là một bản phân cấp dự án thành các phân đoạn, hạng mục, gói dịch vụ, gói công việc. Nó là một cấu trúc dạng cây, mà mỗi nhánh của nó thể hiện những nỗ lực cần thiết để đạt được từng mục tiêu cụ thể (như một chương trình, một dự án, hay hợp đồng).
Mỗi cấp độ thấp dần của cơ cấu phân chia công việc đại diện cho một mức độ gia tăng tính xác định chi tiết của công việc dự án. Cấu trúc phân chia công việc giống như là một bản Mục lục của một cuốn sách, nhằm tạo điều kiện quản lý dự án dễ dàng như việc tra cứu tìm đọc các chương mục bài vở của mỗi cuốn sách.

## Quan niệm sai lầm
- Một bản Cấu trúc phân chia công việc (WBS) không phải là một danh mục công việc rời rạc. Thay vào đó, nó là bảng phân loại toàn diện về phạm vi dự án.
- WBS không phải là một bản kế hoạch dự án, hay bản tiến độ, cũng không phải một danh sách theo thứ tự thời gian (niên biểu).
- WBS không phải là một hệ thống phân cấp tổ chức, mặc dù nó có thể được sử dụng khi phân công trách nhiệm. Xem thêm: Ma trận phân công trách nhiệm (RACI) (còn được gọi là một ma trận nhân sự).